# 후레비치 준동형
대수적 위상수학에서 후레비치 준동형(Hurewicz準同型, 영어: Hurewicz homomorphism)은 어떤 위상 공간의 호모토피 군에서 호몰로지 군으로 가는 군 준동형이다. 특수한 경우, 이 군 준동형은 후레비치 정리(영어: Hurewicz theorem)에 따라 군의 동형을 이룬다.

## 정의
점을 가진 공간 {\displaystyle (X,\bullet )} 및 밑점을 보존하는 연속 함수
{\displaystyle f\colon (\mathbb {S} ^{n},\bullet _{\mathbb {S} ^{n}})\to (X,\bullet _{X})}
가 주어졌을 때, {\displaystyle \mathbb {S} ^{n}}의 기본류 {\displaystyle [\mathbb {S} ^{n}]\in \operatorname {H} _{n}(\mathbb {S} ^{n};\mathbb {Z} )}를 특이 호몰로지에 따라 밀어서 다음 호몰로지류를 얻는다.
{\displaystyle f^{*}[\mathbb {S} ^{n}]\in \operatorname {H} _{n}(X;\mathbb {Z} )}
이 때 이 호몰로지류와 {\displaystyle f}의 호모토피류 {\displaystyle [f]\in \pi _{n}(X,\bullet _{X})}를 대응하는 함수 {\displaystyle h_{n}}를 정의할 수 있다.
{\displaystyle h_{n}\colon \pi _{n}(X)\to \operatorname {H} _{n}(X;\mathbb {Z} )}
{\displaystyle h_{n}\colon [f]\mapsto f^{*}[\mathbb {S} ^{n}]}
이 함수를 후레비치 준동형이라고 한다.

## 성질

### 준동형성
{\displaystyle n\geq 1}일 경우, 후레비치 준동형 {\displaystyle h_{n}\colon \pi _{n}(X)\to \operatorname {H} _{n}(X;\mathbb {Z} )}은 군 준동형을 이룬다.
{\displaystyle n=0}일 경우 {\displaystyle \pi _{0}(X)}는 일반적으로 군의 구조를 갖지 않으며, 만약 {\displaystyle X}가 위상군이라도 이는 일반적으로 군 준동형을 이루지 않는다. (예를 들어, {\displaystyle X=G}가 이산 유한군일 때, {\displaystyle h_{0}}는 군환으로 가는 단사 함수 {\displaystyle G\hookrightarrow \mathbb {Z} [G]}에 대응하며, 이는 군 준동형이 아니다.)

### 함자성
{\displaystyle n\geq 2}일 경우, 후레비치 준동형은 함자
{\displaystyle \pi _{n}(-)\colon \operatorname {Top} _{\bullet }\to \operatorname {Ab} }
{\displaystyle \operatorname {H} _{n}(-;\mathbb {Z} )\colon \operatorname {Top} _{\bullet }\to \operatorname {Ab} }
사이의 자연 변환 {\displaystyle h_{n}\colon \pi _{n}\Rightarrow \operatorname {H} _{n}(-;\mathbb {Z} )}을 이룬다.
따라서 축소 현수 함자 {\displaystyle \Sigma }에 대하여 다음 사각형이 가환한다.
{\displaystyle {\begin{matrix}\pi _{n}(X)&{\xrightarrow {h}}&\operatorname {H} _{n}(X;\mathbb {Z} )\\{\scriptstyle \Sigma }\downarrow &&\downarrow \scriptstyle \Sigma \\\pi _{n+1}(\Sigma X)&{\xrightarrow[{h}]{}}&\operatorname {H} _{n+1}(\Sigma X;\mathbb {Z} )\end{matrix}}}
{\displaystyle n=1} 또는 {\displaystyle n=0}인 경우에는 호모토피 군이 아벨 군이 아니므로 함자의 공역을 {\displaystyle \operatorname {Ab} } 대신 각각 {\displaystyle \operatorname {Grp} } 또는 {\displaystyle \operatorname {Set} }로 놓아야 한다.

### 낮은 차수의 후레비치 준동형
{\displaystyle n=0}일 경우, {\displaystyle \pi _{0}(X)}는 {\displaystyle X}의 경로 연결 성분의 집합이며, {\displaystyle \operatorname {H} _{0}(X;\mathbb {Z} )}는 {\displaystyle X}의 경로 연결 성분들의 집합으로부터 생성되는 자유 아벨 군이다. 따라서, 0차 후레비치 사상은 집합에서 그 집합으로 생성되는 자유 아벨 군으로 가는 표준적인 포함 함수이다. 따라서 이 경우 후레비치 준동형은 단사 함수이다.
{\displaystyle n=1}이고 {\displaystyle X}가 경로 연결 공간인 경우, 후레비치 준동형은 아벨화이다. 즉, {\displaystyle \operatorname {H} _{1}(X;\mathbb {Z} )}는 기본군 {\displaystyle \pi _{1}(X)}의 아벨화이다. 따라서 이 경우 후레비치 준동형은 전사 함수이다.
{\displaystyle n>1}일 경우, 후레비치 준동형은 일반적으로 전사 함수도, 단사 함수도 아니다.

### n-연결 공간위의 후레비치 준동형
후레비치 정리에 따르면, 임의의 위상 공간 {\displaystyle X} 위의 후레베치 준동형
{\displaystyle h_{n}\colon \pi _{n}(X)\to \operatorname {H} _{n}(X;\mathbb {Z} )}
에 대하여, 다음이 성립한다.
- 만약 {\displaystyle X}가 경로 연결 공간(즉, 0-연결 공간)이며 {\displaystyle n=1}이라면, {\displaystyle h_{n}}은 아벨화 준동형이다.
- 만약 {\displaystyle X}가 {\displaystyle (n-1)}-연결 공간이며 {\displaystyle n\geq 2}이라면, {\displaystyle h_{n}}은 아벨 군끼리의 동형 사상이다.
- 만약 {\displaystyle X}가 {\displaystyle (n-2)}-연결 공간이며 {\displaystyle n\geq 3}라면, {\displaystyle h_{n}}은 아벨 군끼리의 단사 군 준동형이다. 그러므로, {\displaystyle \operatorname {H} _{n}(X;\mathbb {Z} )}는 {\displaystyle \operatorname {\pi } _{n}(X)}의 몫군이다.

## 예
{\displaystyle n}개의 원들의 쐐기합 {\displaystyle (\mathbb {S} ^{1})^{\vee n}}을 생각하자.
- {\displaystyle (\mathbb {S} ^{1})^{\vee n}}의 기본군은 자유군 {\displaystyle \langle a_{1},a_{2},\dotsc ,a_{n}\rangle }이며, 그 생성원 {\displaystyle a_{i}}는 모두 {\displaystyle n}개이며 각 원에 대응한다.
- {\displaystyle (\mathbb {S} ^{1})^{\vee n}}의 1차 호몰로지 군은 자유 아벨 군 {\displaystyle \mathbb {Z} ^{\oplus n}}이며, 그 {\displaystyle n}개의 생성원 역시 각 원에 대응한다.

이 경우, 후레비치 준동형 {\displaystyle h_{1}\colon \pi _{1}\to \operatorname {H} _{1}}은 아벨화 사상이며, 각 원에 대응하는 자유군의 생성원을 같은 원에 대응하는 자유 아벨 군 생성원에 대등시킨다.

## 역사
1935년 비톨트 후레비치가 후레비치 준동형을 정의하였다.